# Жужа Конц
Жужа Конц (угор. Koncz Zsuzsa Koncz Zsuzsa; народ. 7 березня 1946, Пей [hu], Угорщина) — угорська поп -, рок — і біт — співачка, актриса .

## Кар'єра
У 1962 році у віці 16 років Жужа разом зі своєю однокласницею Агі вирішили взяти участь у першому сезоні угорського телевізійного шоу талантів «Ki mit tud?» (з угорської — «Хто що вміє?»). Пісенний дует Жужанна Конц — Агнеш Гергей [hu] за підсумками конкурсу посів друге місце.
З дитячих років Жужа хотіла стати адвокатом і навіть вступила на юридичний факультет університету. Однак їй довелося кинути навчання в зв'язку з частими гастролями з молодими біт-групами " Omega ", " Illés " і " Metro " .